# 行骗天下JP
信用欺詐師JP（日语：コンフィデンスマンJP）是日本富士電視台2018年春季的月九連續劇。编剧是曾經寫過《Legal High》的古泽良太，主演為長澤雅美，搭檔的重要演員還有東出昌大與小日向文世。2019年5月18日(電影版日本上映時間翌日)播出特別篇《信用詐欺師JP：運勢篇》，加入北村一輝、中山美穗及廣末涼子等演員，作為富士電視台開台60周年特別企劃播出。
這齣戲是長澤雅美睽違11年以來，再度主演富士電視台的月9檔連續劇，上一次為2007年的《求婚大作戰》。而日版《信用詐欺師JP》也確定將以古澤的腳本，同時翻拍成具有在地文化的韓國版編號《KR》及中國版《CN》的電視劇。日方製作團隊於第九集播出日確定將進行以香港為舞台的電影版「浪漫篇」製作，並於翌年5月17日上映。香港方面則於2019年7月25日以《信用詐欺師JP：香港浪漫篇》為題上映。而第二部電影《信用詐欺師JP：公主篇》於2020年5月1日在日本公映，加入關水渚及徐若瑄等演員。第三部電影《信用詐欺師JP：英雄篇》於2022年1月14日在日本公映，角色方面加入老牌演員松重豐，香港上映時間為2022年10月13日。
2025年4月下旬宣佈第四部電影將於2026年春季開拍。
台灣電視台首播在WakuWaku Japan頻道，播映日期為2018年4月15日起每週日同步連載，網路串流方面有提供雙語字幕的 KKTV 與提供中文字幕的愛奇藝台灣站進行當季放送。LiTV 線上影視全套上架。
本剧主要讲述三名信用詐欺师（英語：Confidence man）凭借各自之头脑，用各种异想天开的计划从利慾薰心的惡人們手中骗取钱财的單元劇故事。

## 各集劇情大綱

### 第1話「教父篇」
三人組首次登場，盯上赤星財團會長赤星榮介，對外赤星投身公益形象良好，但事實上集團以黑道勢力運作獲利，傳說赤星獲利都以現金方式保存，三人組以此為餌，以能將現金移往海外的管道使赤星上鉤...

### 第2話「度假村之王篇」
因一次詐騙俄羅斯黑手黨的騙局失敗，小少爺希望遠離達子，而到鄉下玲屋民宿工作，民宿老闆娘是個堅毅漂亮的女性，獨自經營著純樸舒適的民宿，但民宿依然難敵經營不善的命運，而以收購民宿並大力改革聞名的連鎖度假村集團櫻田集團，此時提出收購玲屋的條件，卻在簽約後改口不認當初簽約前的承諾，因此小少爺回頭尋求達子及理查的協助...

### 第3話「美術商篇」
小少爺在某間咖啡廳認識了服務生美雪，發現美雪在咖啡廳裡展示許多自己的插畫作品，也受邀參加美雪的個人畫展，但前往現場發現畫展被取消，因為美雪在藝術大學的課程裡結識知名美術評論家城崎善三，城崎以美術評論家身份誇讚美雪的天份及作品並允諾會協助他舉辦個人畫展，進而與美雪交往，而後始亂終棄並聲稱其實從不覺得美雪有才華只因她的外表美貌才這麼說的，讓美雪大受打擊，甚至產生自殺的念頭，小少爺決定為美雪報仇而找上達子及理查一起聯手...

### 第4話「電影狂熱篇」
某天達子在路邊遇到一位醉倒的上班族，上前關心後撿到一封檢舉信，內容指出知名鰻魚罐頭製造公司：俵屋，聲稱使用國產鰻魚製作罐頭實際都是從中國進口鰻魚，有欺騙大眾之實，但卻以工作權威威脅下屬不准告發，而私底下俵屋的社長是個電影狂熱粉，對所有電影演員及角色如數家珍，因此成為三人組的目標...

### 第5話「超級醫生篇」
理查德因盲腸炎住進野野宮綜合醫院進行手術，幫理查動手術的醫師田淵在手術後，因希望醫院加薪而被開除，該醫院最知名的超級醫生新琉是理事長之子，但其實只是虛有名氣沒有醫術的草包，為了幫田淵醫師復仇，三人組以野宮理事長作為目標展開詐欺計畫...

### 第6話「古代遺跡篇」
小少爺騎著單車希望到鄉下尋找自我，經過十色村的一間小麵店便喜歡上村子的純樸氣氛，離開時發現村外的空地寫著出售並要興建大型購物中心，村民也因期待購物中心帶來觀光人潮而感到開心。兩年後，再次造訪發現買下空地的建商以興建城鎮為由以低價買下土地但實際上是要建立垃圾處理場，達子及理查受小少爺之託，便以在該空地挖掘到古代遺跡為由希望能阻止工程進行...

### 第7話「家族篇」
理查1年前在酒吧遇到一名女子理花，當時理花試圖偷竊理查的錢包，沒想到被技高一籌的理查反偷，也因此與理查熟識，而後理花因犯罪入獄將家當委託理查寄放，理查便將所有東西送到達子的房間，達子在檢查理花的行李時意外找到一封信寄件人為理花的父親與論要造，表明要將十億財產贈與給某一個小孩，要造是鎌倉的大財主，事實上是經濟黑道，大多所得都為不法手段獲取，但因重病將不久於人世，而理花是要造與情婦的女兒，因從小受不了兄姐的霸凌，因此離家多年，達子看中這個機會便假扮理花混入要造家中希望能騙得十億財產...

### 第8話「美麗權威篇」
理查常去的男士美容院的美容師穗花因應徵上化妝品大公司美濃部，沒想到就職後卻因身材不斷被美濃部的創辦人，前模特兒美香公開羞辱，並導致身心受創，因此找上對穗花說他是律師的理查希望能對美香提告，因此理查夥同達子及小少爺以美香為目標設下騙局...

### 第9話「運動篇」
年輕IT社長桂公彥身價百億，熱衷於購買各種職業球隊，但買下後便以權威式做法開除教練及優秀球員，最後再脫手或讓球隊解散，讓許多原本支持球隊的球迷不滿，也因此被三人組盯上...

### 第10話「詐欺師篇」
鉢卷秀男偽裝成搬家工人，接近小少爺，說自己被結婚詐欺把父母留下財產都被騙光，並故意畫出達子跟理查的肖像，小少爺為了幫他討回公道而把他帶到達子的房間，原來鉢卷秀男本名叫孫秀男，父親是中華街原本的黑幫大哥孫秀波，孫秀波多年前被綽號小狗的詐欺師把財產騙光，也因此是逝去勢力含恨而終，因此孫秀男希望能找到小狗為父親報仇，在多年調查後盯上了三人組...

### 第一部電影「浪漫篇」
三人組帶同五十嵐及新加入的美少女徒弟萌奈子專程由日本來到香港釣大魚。他們住劏房、扮街坊，設下多重騙局，誓要騙取香港冰姬劉藍的信任，奪取價值連城的紫鑽石。此時，天才愛情騙子傑西竟突然介入爭奪巨鑽，而早前被騙走20億的黑幫大佬赤星亦企圖大報復。

### 特別篇「運勢篇」
理查替達子占卜後發現她的運勢非常差，令大家都遭遇惡運，但達子卻一意孤行要挑戰黑道的賭博高手阿久津晃，三人因而分道揚鑣卻還是全員遇上惡運。五十嵐亦因協助達子而身陷險境，殊不知一切在達子掌握之中...

### 第二部電影「公主篇」
此次故事舞臺設定在新加坡，達子、小少爺及理查德組成的詐欺三人組的目標是聞名世界的大富豪胡雷盟留下的10兆日元遺產。達子和新加入的心偽冒成胡的情人及小女兒，因此招來殺身之禍......
※飾演傑西的三浦春馬與飾演詐欺師「星」的竹內結子先後於2020年離世。本篇為兩人於系列中最後參演作品。

### 第三部電影「英雄篇」
此次故事舞臺設定在地中海島國馬耳他，達子、小少爺及理查德三人進行比賽，比試誰人可在七日內騙取西班牙黑道傑拉爾持有價值二十億日圓的「跳舞的維納斯」雕像，但追查第四代神偷「槌之子」的日裔國際刑警馬塞爾‧真梨邑介入，而「跳舞的維納斯」亦被「槌之子」盜去。達子三人欺詐師身份被馬塞爾‧真梨邑悉破而被捕，身陷牢獄中......

## 登場人物

### 信用詐欺师
| 角色                 | 演員          | 香港配音 | 台灣配音 （電影版） | 介紹 |
| 達子（ダー子）       | 長澤雅美      | 石梓晴   | 魏晶琦              | 本作的主角，天才詐欺師，也是詐騙集團中的領袖，本名與真實背景皆不詳 ，擁有絕佳的集中力，不管是多困難的專業知識，都能在短時間精通，個性天然又很愛撒嬌。                                                                                 |
| 小少爺（ボクちゃん） | 東出昌大      |          | 黃天佑              | 達子的搭檔，常被要求臨時惡補考照以融入角色，說過400次以上「最後一次了，我不做了」，但常為了想幫助誰而又跑回來拜託幫忙釣「大魚」，重感情、易心軟，但這些也被達子算在計畫當中。因為像小孩一樣單純所以被達子稱做「小朋友」（ボクちゃん） |
| 理查德（リチャード） | 小日向文世    | 周鑫霆   | 吳文民 宋克軍       | 取得目標信任的高手，劇中扮演成熟、紳士的角色。 |
| 五十嵐（イガラシ)    | 小手伸也      | 何家裕   | 于正昌              | 偶爾出現一起聯手的秘密武器，於「運勢篇」失手入獄。 |
| 萌奈子（モナコ）     | 織田梨沙      | 姜嘉蕾   | 詹雅菁 楊凱凱       | 曾是傑西派去達子三人組的臥底但被識穿，現為達子的徒弟。電影「浪漫篇」起登場。 |
| 小鬍子               | 瀧川英次      | 蔡威賢   | 黃天佑 張立昂       | 三位詐欺師的部下。 |
| Butler（バトラー）   | Michael Keida |          |                     | 三名信用欺詐師在酒店租用的大客房裡的專屬管家。 |

### 第1話「教父篇」
| 角色       | 演員     | 介紹 | 香港配音 |
| 赤星榮介   | 江口洋介 | 表面上是公益集團的會長，背地裡是日本黑道的老大。在某次商店街改建的抗爭中，把達子和理察喜歡的糰子店搞倒。                                                         | 伍博民   |
| 矢代久美子 | 未唯mie  | 男公關俱樂部《K》的社長，喜歡自己店內No.1公關「心人」。 | 羅婉楓   |
| 石崎       | 山西惇   | 石崎二手車連鎖汽車的社長，為了替太太和女兒報仇（久美子引誘兩人愛上男公關），因此請「夜櫻之麗」（另一女公關店的女公關）等人幫忙，透過賭場的方式來詐欺矢代久美子。 |          |
| 坂田鐵雄   | 住田隆   | |          |

### 第2話 「渡假村之王篇」
| 角色                   | 演員                        | 介紹                                                                             | 香港配音 |
| 櫻田靜子（桜田しず子） | 吉瀨美智子 （童年：丸山澪） | 渡假村集團董事長，因集團旗下擁有許多渡假村，因此被民眾與媒體稱為「渡假村之王」。 | 莎拉     |
| 操（みさお）           | 本假屋唯香                  | 老民宿的老闆娘。                                                                 | 楊婉潼   |
| 大野                   | 近江谷太朗                  | 渡假村專務。                                                                     |          |
| 水内俊                 | 前川泰之                    | 国土交通省大臣。                                                                 | 蔡威賢   |

### 第3話 「美術商篇」
| 角色           | 演員       | 介紹                                                       | 香港配音 |
| 城崎善三       | 石黑賢     | 美術商，同時也是美術評論家。                               | 梁皓翔   |
| 須藤雪（ユキ） | 馬場富美加 | 平常在咖啡廳擔任服務生的美術女大學生。                     | 羅婉楓   |
| 山本巖         | 內村遙     | 農場主人，其所管理農產生產的雞蛋，因好吃而名為「天賜卵」。 | 袁德基   |
| 伴友則         | 緒方義博   | 製作贋品畫作的高手。                                       | 郭俊廷   |

### 第4話 「電影狂熱篇」
| 角色     | 演員     | 介紹 | 香港配音 |
| 俵屋勤   | 佐野史郎 | 俵屋食品公司董事長，公司主力產品是咖哩澷鰻魚，對外宣稱用的是日本本土鰻魚，但實際上鰻魚是從中國進口，以賺取高額價差。對電影十分狂熱。 | 李家傑   |
| 宮下正也 | 近藤公園 | 俵屋食品公司工廠廠長。 | 郭俊廷   |
| 伊吹吾郎 | 伊吹吾郎 | 本人出演，飾演正在片場拍攝《鬼吉犯科帳》，後來看到《用心棒大集合》的劇本後，改以導演身分真正拍出該片。                               | 楊啟健   |

### 第5話 「超級醫生篇」
| 角色       | 演員       | 介紹                                                         | 香港配音 |
| 野野宮南希 | 片瀨梨乃   | 野野宮綜合病院的理事長。                                     | 黃鳳英   |
| 野野宮新琉 | 永井大     | 36歲，野野宮綜合病院的外科醫師，野野宮南希的兒子。           | 袁德基   |
| 田淵安晴   | 正名僕蔵   | 野野宮綜合病院的外科醫師，因故被野野宮南希辭退而成為警備員。 | 楊啟健   |
| 危險醫生   | 我修院達也 | 達子學習心臓外科手術時，所看手術影片中的醫師。               | 郭俊廷   |
| 喬治‧松原  | 山田孝之   | 電影的特殊造形師，能把人體與各臟器做得維妙維肖。             | 李家傑   |

### 第6話 「古代遺跡篇」
| 角色       | 演員                        | 介紹                                                                                           | 香港配音 |
| 斑井滿     | 內村光良 （童年：澤田真伍） | 利用謊言欺騙民眾賣地給他，然後建立産業廢棄物處理場圖利。                                       | 何偉誠   |
| 川邊守夫   | 野添義弘                    | 十色村拉麵店店長。                                                                             | 楊啟健   |
| 川邊美代   | 長野里美                    | 川邊守夫的妻子，與川邊守夫一同經營拉麵店。                                                     | 羅婉楓   |
| 斑井万吉   | 山本浩司                    | 斑井滿的父親，十分喜好考古學，長年都在野外考古，甚至還自費出版自編書籍。                       | 蔡威賢   |
| 牛久幸次郎 | 花前浩一                    | 東部大学的考古學教授，在考古界十分有名。                                                       | 黃志明   |
| 三隅       | 矢野浩二                    | 三隅建設的董事長，與斑井滿互為大學學長、學弟，十分需要斑井滿幫忙在十色村建立産業廢棄物處理場。 | 張振熙   |

### 第7話 「家族篇」
| 角色     | 演員             | 介紹 | 香港配音     |
| 与論要造 | 龍雷太           | 擁有大筆財產卻瀕臨死亡的老人，家人因不肖而四散各地，不肯回來陪伴他。                                                           | 馮瀚輝       |
| 与論祐弥 | 岡田義德中尾明慶 | 另一組叫「巢鴨」的詐欺師，以欺騙老年人來賺取零用錢。名為金太，覬覦与論要造的財產。達子派出用來唬上面信用詐欺師的假的与論祐弥。 | 蔡威賢簡懷甄 |
| 與論彌榮 | 櫻井由紀前田敦子 | 另一組「巢鴨」的詐欺師，以欺騙老年人來賺取零用錢。名為銀子，覬覦与論要造的財產。達子派出用來唬上面信用詐欺師的假的与論弥栄。   | 姜嘉蕾何凱怡 |
| 矢島理花 | 佐津川愛美       | 28歲，与論要造和情婦生的女兒。                                                                                                 | 楊婉潼       |
| 須間聰子 | 阿南敦子         | 与論要造的管家。 | 羅婉楓       |
| 与論淳也 | 鳥越壮真         | 与論要造的假孫子，本名橫澤優（横沢ゆう），是兒童劇團演員。                                                                     | 王綺婷       |

### 第8話 「美麗權威篇」
| 角色       | 演員                    | 介紹                                                                       | 香港配音 |
| 美濃部美香 | 涼                      | 美濃部MIKA化妝品公司的社長。                                               | 王綺婷   |
| 齋藤聖子   | 柴本幸                  | 秘書。                                                                     | 張惠雯   |
| 福田穗香   | 堀川杏美 （chubbiness） | 本來自己開設男性美容公司，進入美濃部MIKA化妝品公司後，被言語辱罵的女職員。 | 羅婉楓   |

### 第9話「運動篇」
| 角色     | 演員                        | 介紹 | 香港配音 |
| 桂公彥   | 小池徹平 （童年：宮下柚百） | 年收入九億的IT公司董事長。對妻子施暴而離婚，喜歡體育所以收購許多球隊或俱樂部，認為球隊、球員或俱樂部是自己的所有物或附屬品，因此常堅決實行獨斷改革，用殘暴手段干涉球隊管理，導致球隊與球迷均不滿。播出後也被戲迷、網友開玩笑說小池的專長是搞爛球隊。 | 簡懷甄   |
| 鴨井美宇 | 平野美宇                    | 「東京JETS」職業桌球隊所屬隊員。 | 姜嘉蕾   |
| 鹿田優奈 | 桐生菖蒲                    | 「東京JETS」職業桌球隊所屬隊員。 | 羅婉楓   |
| 半原敦   | 和田聰宏                    | 前日本國家隊預備隊員，但因賭博等原因而被籃球界放逐，目前在路邊拾荒，後來被拉入「熱海獵豹隊」。 | 楊啟健   |
| 詹姆斯   | MORDIOR                     | 迦納人，原本在路邊跳非洲舞，後來被拉入「熱海獵豹隊」。 | 馮瀚輝   |
| 伊斯梅爾 | MILAD A                     | 土耳其烤肉店店員，後來被拉入「熱海獵豹隊」。 | 蔡威賢   |
| 志村一   | 小澤亮太                    | 三兄弟，國小和中學時期是小有名氣的學生籃球員，但因犯法曾被抓去關，關出來後參加「反社会勢力準備軍」，後來被拉入「熱海獵豹隊」。 | 袁德基   |
| 志村二   | 伊島空                      | 三兄弟，國小和中學時期是小有名氣的學生籃球員，但因犯法曾被抓去關，關出來後參加「反社会勢力準備軍」，後來被拉入「熱海獵豹隊」。 | 梁皓翔   |
| 志村三   | 玉川蓮                      | 三兄弟，國小和中學時期是小有名氣的學生籃球員，但因犯法曾被抓去關，關出來後參加「反社会勢力準備軍」，後來被拉入「熱海獵豹隊」。 | 鄧燦陽   |

### 第10話「欺詐師篇」
| 角色                             | 演員     | 介紹 | 香港配音 |
| 鉢卷秀男                         | 佐藤隆太 | 搬家公司員工，聲稱被詐婚而被騙走（父親給予的）3000萬日圓積蓄。但實際真名是孫秀男，是以新宿一帶為據點的中國黑幫《新宿金虎幫》幫主兒子，後來重組《新·新宿金虎幫》。要找出當年中間牽線人「小狗」並殺害。  | 梁皓翔   |
| 孫秀波                           | 麿赤兒   | 鉢卷秀男的爸爸。《新宿金虎幫》首領，領導屬下以毒品交易為主。但某次交易時，中間牽線人「小狗」帶著15億日圓突然消失，導致組織實力流失而名存實亡，最後孤獨離開人世。要求孫秀男不得殺害中間牽線人「小狗」。 | 蔡威賢   |
| 海老河原幸吉                     | 袴田吉彥 | DV影集《名偵探海老河原的冒險》的男主角。 | 袁德基   |
| 西崎信江                         | 戶田菜穗 | 假的「小朋友」的媽媽，是達子請來幫忙偽造履歷的一環。 | 姜嘉蕾   |
| 佳代                             | 田中綾子 | 假的「理察德」的前妻，是達子請來幫忙偽造履歷的一環。 | 羅婉楓   |
| 博美                             | 上地春奈 | 假的兒童福利院的老師，是達子請來幫忙偽造履歷的一環。 | 張惠雯   |
| 孫秀波的部下（想像中的「小狗」） | 野間口徹 | 平易近人，擅長投懷送抱，通曉四國語言。擅長模仿逗人歡心。 |          |

### 特別篇「運勢篇」
| 角色     | 演員     | 介紹 | 香港配音 |
| 阿久津晃 | 北村一輝 | 自稱是投資家，實際上是暗地賭博並經營黑道。 | 郭俊廷   |
| 渡辺若葉 | 中山美穂 | 遺物整理公司的董事長。實際上卻運用自己鑑識骨董的能力，欺騙遺族而將有錢的部分拿去販售。 | 王綺婷   |
| 韮山波子 | 廣末涼子 | 號稱前夫欠債5000萬的拉麵餐廳「港區」的老闆娘。理察因陷入其溫柔鄉，而自願去中國餐廳學廚藝並幫助其賺錢，後來甚還主動將過去自己詐騙到他人的5000萬送給老闆娘去還債。後來取得理察提供的5000萬後便消失無蹤。 | 莎拉     |
| 公太     | 西銘駿   | 遺物整理公司的助手，韮山波子的兒子。 | 簡懷甄   |

### 第一部電影「浪漫篇」
| 角色          | 演員       | 台灣配音 | 介紹 |
| 赤星榮介      | 江口洋介   | 吳文民   | 曾在教父篇中登場的角色，曾被達子一行人騙走20億，與傑西聯手想要報復達子，最終被達子一夥以及「星」聯合反詐欺二人。 |
| 傑西          | 三浦春馬   | 張立昂   | 天才戀愛詐欺師。與赤星聯手對付達子，最終被反欺詐。 |
| 劉藍（偽）/星 | 竹內結子   | 楊凱凱   | 偽裝身份：香港財閥「射手座集團」的首領，外號「冰姬」。討厭媒體因此很少公開露面，流傳在網路上的畫像僅是民眾所繪的想像圖，擁有傳說中的寶石「紫鑽」。 真實身份：達子視為偶像的詐欺師「星」，受達子所託欺詐赤星及傑西。 |
| 鈴木          | 前田敦子   | 楊凱凱   | 達子的「小貓」，曾被傑西欺騙感情。最後在達子一行人幫忙下成功復仇。 |
| 寶石研磨職人  | 小栗旬     | 于正昌   | 香港偽造寶石的名人。被達子委託製作「紫鑽」的贗品。 |
| 矢島理花      | 佐津川愛美 | 楊凱凱   | 曾在家族篇中登場的角色，想要向理察德學習詐欺方法。將關於傑西的事透漏給赤星。 |
| 金太          | 岡田義德   | 于正昌   | 曾在家族篇中登場的角色，達子一行人的詐欺師朋友，與銀子一起行騙。在遊樂園告誡小少爺赤星正在追緝三人。 |
| 銀子          | 櫻井由紀   | 詹雅菁   | 曾在家族篇中登場的角色，達子一行人的詐欺師朋友，與金太一起行騙。在遊樂園告誡小少爺赤星正在追緝三人。 |
| 桂公彥        | 小池徹平   | 張立昂   | 曾在運動篇中登場的角色，年收入九億的IT公司董事長。現為達子當時弄假成真的知名籃球隊「熱海獵豹隊」老板，決心與一眾籃球隊成員進軍世界。                                                                                |
| 鉢卷秀男      | 佐藤隆太   | 黃天佑   | 曾在欺詐師篇中登場的角色，年新·新宿金虎幫的前幫主。欺詐師篇中被達子欺騙後金盆洗手，在香港與母親開了間租車店。本篇中因被劉藍迫害而參加遊行示威。                                                                     |
| 櫻田靜子      | 吉瀨美智子 | 詹雅菁   | 曾在渡假村女王篇中登場的角色，前櫻田渡假村集團董事長，於被達子詐騙後跟丈夫發展連鎖民宿「Guest House」並從日本發展到海外，香港亦有其分店。                                                                           |
| 城崎善三      | 石黑賢     | 黃天佑   | 曾在美術商篇中登場的角色，美術商的同時也是鑒定家，於本篇為赤星榮介作寶石鑒定。 |

### 第二部電影「公主篇」
| 角色                          | 演員         | 台灣配音 | 介紹 |
| 小點頭／米雪兒‧胡（Michelle） | 關水渚       | 曾允凡   | 達子偶然救下的女孩，後成為她的新小貓，為同業所生的遺孤。無論別人說什麼都只會點頭而被叫「小點頭」。後與達子等人一同混入胡家，假冒胡雷盟失散多年的么女。 |
| 胡雷盟（Raymond）             | 北大路欣也   | 黃天佑   | 新加坡富豪。曾在香港偶遇達子一行人，所立遺囑希望所有財產皆由流落在外的女兒米雪兒‧胡繼承。                                                              |
| 布莉潔特‧胡（Bridget）        | 徐若瑄       | 楊凱凱   | 胡雷盟的長女。個性囂張跋扈，曾有過三次婚姻。 |
| 克里斯多福‧胡（Christopher）  | 古川雄大     | 于正昌   | 胡雷盟的長子，喜歡研究昆蟲。因為不想要有其他人來分享自己的財產而不打算結婚。                                                                           |
| 安德魯‧胡（Andrew）           | 白濱亞嵐     | 張立昂   | 胡雷盟的次子，同性戀者。成天只想飲酒作樂，被逐出胡氏集團的管理層。                                                                                     |
| 東尼·丁（Tony）               | 柴田恭兵     | 于正昌   | 胡家的管家，誓死保護胡家。 |
| 山姥                          | 濱田麻里     | 楊凱凱   | 中年女詐欺師。性格霸道。 |
|                               | 瀧藤賢一     | 張立昂   | 飯店負責人。 |
| 尤金 Eugene                   | 濱田岳       | 于正昌   | 愛慕布莉潔特‧胡的落魄畫家。 |
| 原某國總統夫人                | 黛薇・蘇卡諾 | 魏晶琦   | |
| 傑西 Jesse                    | 三浦春馬     | 張立昂   | 天才戀愛詐欺師。 |
| 星                            | 竹內結子     | 楊凱凱   | 達子視為偶像的詐欺師。 |
| 韮山波子                      | 廣末涼子     | 曾允凡   | 寡婦詐欺師。 |
| 鈴木                          | 前田敦子     | 楊凱凱   | 胡家人員向她查探達子真實身份時說謊。 |
| 赤星榮介                      | 江口洋介     | 吳文民   | 表面上是樂善好施的慈善家，實際上是黑社會。達子三人及傑西的死對頭。                                                                                     |
| 城崎善三                      | 石黑賢       | 黃天佑   | 替赤星鑒定胡家玉璽真偽的鑒定家。 |

### 第三部電影「英雄篇」
| 角色          | 演員       | 台灣配音 | 介紹                                                                   |
| 馬塞爾‧真梨邑 | 瀨戶康史   | 于正昌   | 追查第四代「槌之子」的國際刑警，擁有異色瞳。                           |
| 丹波          | 松重豐     | 宋克軍   | 日本刑警，從日本到馬爾他追捕詐欺師。                                   |
| 傑拉爾        | 城田優     | 賴緯     | 西班牙黑道，因持有價值二十億日幣的「跳舞的維納斯」而淪為詐欺師的目標。 |
| 畠山麗奈      | 生田繪梨花 | 詹雅菁   | 傑拉爾的妻子，患有心臟病，曾當過跳舞女郎。                             |
| 謎樣女子      | 真木陽子   | 曾允凡   | 萌奈子偶然結交的朋友。                                                 |
| 韮山波子      | 廣末涼子   | 曾允凡   | 寡婦詐欺師。                                                           |
| 赤星榮介      | 江口洋介   | 宋克軍   | 黑道，為了追查達子等人而到馬爾他。                                     |
|               | 角野卓造   | 宋克軍   | 達子等人的師父，第三代的「槌之子」。                                   |
| 喬治‧松原     | 山田孝之   | 賴緯     |                                                                        |
| 城崎善三      | 石黑賢     | 黃天佑   | 替赤星鑑定古物的鑒定家。                                               |
|               | 阿部寬     |          | 達子沒有興趣的目標。(僅出現於照片)                                     |

## 主題曲
| 篇章   | 演唱者           | 歌名           |
| 本篇   | Official髭男dism | 〈ノーダウト〉 |
| 浪漫篇 | Official髭男dism | 〈Pretender〉  |
| 公主篇 | Official髭男dism | 〈Laughter〉   |
| 英雄篇 | Official髭男dism | 〈Anarchy〉    |

## 播出日程
| 集數                                                        | 播放日期      | 篇名         | 標題                                    | 導演     | 收視率 |
| ----------------------------------------------------------- | ------------- | ------------ | --------------------------------------- | -------- | ------ |
| 第1話                                                       | 2018年4月09日 | 教父篇       | 華麗詐欺師 今晚目標是貪婪無恥的教父！   | 田中亮   | 9.4%   |
| 第2話                                                       | 2018年4月16日 | 度假村王篇   | 揭開冷酷無情又美麗的度假村女王的秘密！  | 金井紘   | 7.7%   |
| 第3話                                                       | 2018年4月23日 | 美術商篇     | 對抗塗金的性騷擾藝術評論家！            | 三橋利行 | 9.1%   |
| 第4話                                                       | 2018年4月30日 | 電影迷篇     | 舞台是電影之都 擊敗權力騷擾社長         | 金井紘   | 9.2%   |
| 第5話                                                       | 2018年5月07日 | 超級醫師篇   | 揭露名醫的骯髒嘴臉！！                  | 田中亮   | 9.3%   |
| 第6話                                                       | 2018年5月14日 | 古代遺跡篇   | 保護家園免受貪婪的精英                  | 金井紘   | 8.2％  |
| 第7話                                                       | 2018年5月21日 | 家族篇       | 親族遺產鬥爭 揭開家族的秘密             | 三橋利行 | 8.9%   |
| 第8話                                                       | 2018年5月28日 | 美麗權威篇   | 權力騷擾粗言公主 揭開黑心企業的真相！   | 田中亮   | 8.3%   |
| 第9話                                                       | 2018年6月04日 | 運動篇       | 電腦社長強權 守護被管轄選手             | 田中亮   | 9.5%   |
| 最终話                                                      | 2018年6月11日 | 信用欺詐師篇 | 可見的不一定是真的...是真話，還是謊言？ | 金井紘   | 9.2%   |
| 特別篇                                                      | 2019年5月18日 | 運勢篇       |                                         |          | 10.3%  |
| 平均收視率 9.0%（收視率由Video Research於日本關東地區統計） |               |              |                                         |          |        |

## 外部連結
- 《コンフィデンスマンJP》（THE CONFIDENCEMAN JP） （页面存档备份，存于）－富士電視台官方網站（日語）
- 《信用詐欺師JP》（行騙天下JP） （页面存档备份，存于）－富士電視台中文官網 （繁體中文）
- 《コンフィデンスマンJP》 （页面存档备份，存于）－富士電視台線上收看官網 （日語）
- コンフィデンスマンJP運勢篇 （页面存档备份，存于）－富士電視台官方網站（日語）
- コンフィデンスマンJP浪漫篇 （页面存档备份，存于）（日語）
- コンフィデンスマンJP公主篇 （页面存档备份，存于）（日語）
- 【公式】月9『コンフィデンスマンJP』的X（前Twitter）官方（日語）
- 【公式】コンフィデンスマンJP的Instagram帳戶官方（日語）

## 節目的變遷
| 日本 富士電視台 週一晚間九點連續劇 | 日本 富士電視台 週一晚間九點連續劇                       | 日本 富士電視台 週一晚間九點連續劇 |
| ---------------------------------- | -------------------------------------------------------- | ---------------------------------- |
|                                    | 行骗天下JP （2018.04.09 - 2018.06.11）                   |                                    |
| 海月姫 (2018.01.15 - 2018.03.19）  | 絕對零度～未然犯罪潛入搜查～ （2018.07.09 - 2018.09.10） |                                    |

| 臺灣 WakuWaku Japan 日曜劇                             | 臺灣 WakuWaku Japan 日曜劇                               | 臺灣 WakuWaku Japan 日曜劇 |
| ------------------------------------------------------ | -------------------------------------------------------- | -------------------------- |
|                                                        | 【當週同步首播】 信用詐欺師JP （2018.04.15 -2018.06.17） |                            |
| 【當週同步首播】 BG終極保鑣 （2018.01.28 -2018.03.25） | －                                                       |                            |

| 臺灣 緯來日本台 週一至週五 22:00 - 00:00      | 臺灣 緯來日本台 週一至週五 22:00 - 00:00   | 臺灣 緯來日本台 週一至週五 22:00 - 00:00 |
| --------------------------------------------- | ------------------------------------------ | ---------------------------------------- |
|                                               | 瞞天過海詐欺師 （2018.08.03 - 2018.08.16） |                                          |
| 男扮女裝家政婦1+2 （2018.07.12 - 2018.08.02） | 瞞天過海恐嚇你                             |                                          |

| 香港 Now劇集台 星期六 22:45 - 23:45 · 9月8日起 星期六至日 21:00 - 22:00 | 香港 Now劇集台 星期六 22:45 - 23:45 · 9月8日起 星期六至日 21:00 - 22:00 | 香港 Now劇集台 星期六 22:45 - 23:45 · 9月8日起 星期六至日 21:00 - 22:00 |
| ----------------------------------------------------------------------- | ----------------------------------------------------------------------- | ----------------------------------------------------------------------- |
|                                                                         | 信用欺詐師 （2018.08.25 - 2018.10.27）                                  |                                                                         |
| 鄰居家的月亮比較圓 （2018.06.16 - 2018.08.18）                          | 大叔的愛 （2018.10.06 - 2018.10.27）                                    |                                                                         |
| 香港 ViuTV 星期一至五 20:00 - 20:30                                     |                                                                         |                                                                         |
| 醜聞專門律師 QUEEN （2020.03.09 - 2020.04.06）                          | 信用欺詐師 （2020.04.07 - 2020.05.07）                                  | 東京獨身男子 （2020.05.08 - 2020.05.27）                                |